# Orthopédagogie
Vous pouvez aider à l'améliorer ou bien discuter des problèmes sur sa page de discussion.
- Son contenu est rédigé entièrement ou presque à partir d'une seule source. N'hésitez pas à modifier cet article pour améliorer sa vérifiabilité en apportant de nouvelles références dans des notes de bas de page. (Marqué depuis mai 2025)
- Certaines informations devraient être mieux reliées aux sources mentionnées dans la bibliographie ou les liens externes. Améliorez sa vérifiabilité en les associant par des références. (Marqué depuis mai 2025)
- Son introduction est soit absente, soit non conforme aux conventions de Wikipédia. (Marqué depuis mai 2025)

- Archive Wikiwix
- Bing
- Cairn
- DuckDuckGo
- E. Universalis
- Gallica
- Google
- G. Books
- G. News
- G. Scholar
- Persée
- Qwant
- (zh) Baidu
- (ru) Yandex
- (wd) trouver des œuvres sur Wikidata

## Définition contemporaine de l'orthopédagogie

### Étymologie du mot orthopédagogie
- Composé des morphèmes ortho & pédagogie
  - ortho : du grec ancien orthos « droit », au sens figuré « correct »
  - pédagogie : du grec paidagôgia, science de l'éducation des enfants, et par extension de la formation intellectuelle des adultes (Petit Robert, 2010)

- La pédagogie concerne les interventions de l'enseignant (Legendre, 2005).

### Définition adoptée par L'Association des orthopédagogues du Québec
L'orthopédagogie est la science de l'éducation dont l'objet est l'évaluation et l'intervention relatives aux apprenants susceptibles de présenter ou présentant des difficultés d'apprentissage scolaire, incluant les troubles d'apprentissage. Sa pratique prend appui sur la recherche en orthodidactique, en didactique, en pédagogie et en sciences cognitives.
L'évaluation orthopédagogique consiste à préciser les difficultés que présente l'apprenant sur le plan des connaissances, des stratégies et des processus cognitifs, principalement en lecture, en écriture et en mathématique. Elle inclut le dépistage des apprenants pouvant présenter des difficultés d'apprentissage. L'évaluation orthopédagogique considère également d'autres facteurs susceptibles d'influencer l'apprentissage, soit des facteurs affectifs et motivationnels, sociofamiliaux et scolaires, notamment les approches pédagogiques.
S’appuyant sur les conclusions  évaluatives, l’intervention orthopédagogique a des visées préventives ou rééducatives de nature corrective ou compensatoire, afin de permettre à l'apprenant de progresser de façon optimale sur le plan des apprentissages scolaires en lecture, en écriture et en mathématiques. Elle s’adresse directement à l’apprenant et implique une collaboration avec les intervenants concernés (enseignants, parents, professionnels...).

### L'orthopédagogie en France
L'orthopédagogie, en France, est une pratique pédagogique non reconnue par un diplôme. En l'absence de législation, elle apparaît comme une pratique autodidacte, non régie par un champ de competences ou un quelconque contrôle des connaissances. Elle met en lumière et déploie les stratégies cognitives, affectives, sensorielles et comportementales dans tout acte d'apprendre. L'orthopédagogie encourage chaque individu à s'approprier son unicité, à intégrer ses différences pour comprendre les mécanismes de sa personnalité. Elle lui permet sciemment d'interagir avec son entourage et de s'adapter à son environnement.

## L'orthopédagogue
Spécialisé dans les apprentissages, l’orthopédagogue accompagne tout apprenant animé par le désir d’atteindre des objectifs scolaires, professionnels et/ou personnels. 
L’orthopédagogue est un professionnel, qui a intégré des savoirs actualisés au regard des recherches et des pratiques reconnues et validées. 
Il écoute le projet de vie de la personne, participe à son émergence, à sa construction et à sa mise en œuvre.
Il propose, après analyse du contexte, un accompagnement personnalisé et contribue à son application. L’évaluation récurrente permet ainsi une intervention orthopédagogique ciblée.
L’orthopédagogue travaille en collaboration avec l’entourage et l’environnement de la personne : sa famille, les partenaires pluridisciplinaires scolaires ou professionnels, institutionnels...
Il mène un travail réflexif sur lui-même et sur les actes qu’il pose.
Il s’adresse aux personnes se situant aux différentes périodes de la vie, de la petite enfance à la période de vieillissement.
L’orthopédagogue est concerné par la diversité de personnes qui rencontrent des difficultés d’apprentissage et /ou des troubles du développement au cours de leur évolution.
Il s’intéresse aux multiples domaines du développement et du fonctionnement de la personne et à tout type d’apprentissage et de développement de compétences.

## Formation de l'orthopédagogue
Afin de proposer un accompagnement adapté et personnalisé, l’orthopédagogue a suivi un cursus de formation socle composé des fondamentaux établis selon le référentiel de compétences de l’orthopédagogue :
• Les approches pédagogiques, 
• Les neurosciences et la gestion mentale,
• La métacognition affective et comportementale,
• Les difficultés et les troubles d’apprentissage, 
• Le rôle des émotions dans l’apprentissage,
• Les outils visuels de pensée, ...
Pour être informé et anticiper les évolutions, l’orthopédagogue reste en veille pédagogique active.

## Compétences et posture de l'orthopédagogue
En toute neutralité, l’orthopédagogue prend en compte l’environnement, les motivations et les besoins de chaque personne.
Par une écoute attentive et empathique, l’orthopédagogue favorise un climat de confiance dans lequel l’apprenant se sent libre d’évoluer et d’agir en toute conscience.
Il s’implique dans le suivi de la personne en gardant une juste distance.
Il sait faire preuve d’adaptabilité et de créativité afin d’accompagner chaque personne dans son unicité.
L’orthopédagogue met en place un suivi régulier et personnalisé. Les rencontres s’échelonnent sur une durée plus ou moins variable.
Un état des lieux est réalisé régulièrement pour permettre à l’apprenant d’évaluer son potentiel, ses progressions et de soulever d’éventuelles barrières.

## Champs d'actions de l'orthopédagogue
L’orthopédagogue s’assure du plein engagement libre et réel de chaque apprenant.
L’orthopédagogue :
- propose à la personne des outils, des stratégies, des méthodologies en lien avec le projet défini en amont de son accompagnement,
- décèle et analyse les difficultés d’apprentissage de l’apprenant,
- fait émerger la manière d’apprendre et le fonctionnement cognitif,
-met en lumière et s’appuie sur le potentiel existant pour remédier aux difficultés d’apprentissage,
- développe les fonctions cognitives, affectives et comportementales pour optimiser les stratégies mentales.
- Cet accompagnement adapté et personnalisé rend l’apprentissage efficace et durable.

## Public concerné par l'orthopédagogie
L’orthopédagogue rencontre tout apprenant désireux de parfaire l’acte d’apprendre.
Cela concerne aussi bien :
− les élèves et les étudiants,
− les parents et les grands-parents,
− les adultes en reconversion ou ré orientation,
− les formateurs,
− les professionnels de l’Education,
− les professionnels de l’encadrement

## Cadre d'intervention de l'orthopédagogue
− Cabinet privé
− Domicile de l’Apprenant
− Association
− Établissement d'enseignement (tout type)
− Centre de Formation
− Entreprise
− Structure médico-sociale (SESSAD, EHPAD....)

## Autres définitions
L'orthopédagogie est aussi définie par l'ensemble des méthodes et procédés d'enseignement qui visent à permettre aux enfants, aux adolescents et aux adultes aux prises avec des difficultés ou des troubles d'apprentissage, de pallier ces entraves et de développer au mieux leurs potentialités. 
Le rôle de l'orthopédagogue consiste à prévenir l'apparition ou compenser certains troubles en identifiant tout d'abord certaines difficultés pouvant faire obstacle aux apprentissages de l'élève. Il doit donc évaluer les capacités de celui-ci afin d'en détecter les éléments à travailler. Il pourra ensuite intervenir auprès de l'élève en difficulté en lui fournissant des stratégies pédagogiques appropriées. Ce travail mené en collaboration entre l'orthopédagogue et l'élève l'aidera à compenser certaines situations d'apprentissage qui lui sont  problématiques et qui entravent son bon cheminement scolaire. L'orthopédagogue intervient lorsque des difficultés scolaires sont persistantes. Il.elle aide à la rédaction d'un plan d'accompagnement personnalisé (PAP) ou un programme personnalisé de réussite éducative (PPRE). 